# Esmena Mirguet
L'esmena Mirguet és la forma amb la qual es va conèixer popularment a la novena subesmena a la vuitena esmena de la comissió d'assumptes culturals per a l'article 38 relatiu a la «Constitució de mesures necessàries per lluitar contra certes plagues socials» a França.
Aquesta subesmena va ser votada (per 323 vots a favor i 131 en contra) a l'Assemblea Nacional el 18 de juliol de 1960, per iniciativa de Paul Mirguet (1911-2001), un diputat de Unió per la Nova República (gaullista) de 48 anys en l'època, conegut per la seva homofòbia i el seu racisme. La seva finalitat era combatre l'homosexualitat, ja que aquesta va ser classificada com a «plaga social» en una llista, al mateix nivell que l'alcoholisme, la tuberculosi, l'addicció a les drogues, el proxenetisme i la prostitució. La llei va ser promulgada el 30 de juliol de 1960. Els diputats que van votar en contra de la llei ho van fer sobretot en suport dels grups de pressió de l'alcohol.
Així, una llei del 25 de novembre de 1960 completava l'article 330 preveient multiplicar per dos les penes màximes per «ultratge públic al pudor», «quan consisteixi en un acte contra natura amb un individu del mateix sexe», és a dir «en el cas de relacions homosexuals» (paràgraf de l'article 2 de l'ordenança núm. 60-1245 relativa a la lluita contra el proxenetisme de l'article 330, suprimit i reemplaçat el 1994 per l'article 222-32).
A més, Paul Mirguet va impulsar la supressió progressiva dels urinaris públics que s'havien convertit en llocs de trobada i flirteig per als homosexuals. França va adoptar el 1968 la classificació de l'Organització Mundial de la Salut sobre les malalties mentals, en la qual figurava fins a 1993 l'homosexualitat. L'evolució en l'opinió pública en la dècada de 1970 i les reivindicacions dels moviments com el Front Homosexual d'Acció Revolucionària, van dur a la desaparició d'aquestes disposicions discriminatòries de la llei francesa el 1982.